# Surinaamse parlementsverkiezingen 1904
De Surinaamse parlementsverkiezingen in 1904 vonden plaats in maart van dat jaar. 
Er konden vijf leden voor de Koloniale Staten gekozen worden in verband met het periodiek aftreden van C.J. Heylidy (voorzitter), K.H. Bergen, I. da Costa, D. Coutinho, en J.A. Dragten. Hiervan stelde alleen Heylidy zich niet herkiesbaar. 
| Kandidaat                                            | Stemmen in de eerste ronde | resultaat |
| ---------------------------------------------------- | -------------------------- | --------- |
| K.H. Bergen                                          | 192                        | x         |
| I. da Costa                                          | 344                        | gekozen   |
| D. Coutinho                                          | 362                        | gekozen   |
| J.A. Dragten                                         | 374                        | gekozen   |
| F.W. Hensen                                          | 266                        | gekozen   |
| R.A.P.C. O'Ferrall                                   | 20                         | x         |
| C.F. Schoch                                          | 314                        | gekozen   |
| H.J. van der Sluys                                   | 16                         | x         |
| Th.J.V. Smith                                        | 48                         | x         |
| tientallen andere personen met minder dan 10 stemmen |                            |           |

Bij deze verkiezingen mochten alleen mannen die aan bepaalde voorwaarden voldeden (censuskiesrecht) stemmen. Bij de eerste ronde waren er 469 geldig uitgebrachte stembiljetten waarbij een kiezer voor meer dan een kandidaat kon stemmen. Er waren vijf  zetels te verdelen en om in de eerste ronde gekozen te kunnen worden had een kandidaat de stem nodig van meer dan de helft van de geldig uitgebrachte stembiljetten (minstens 235 stemmen). Precies vijf kandidaten voldeden aan die voorwaarde zodat er geen tweede ronde nodig was.
Na deze verkiezingen had de Koloniale Staten de volgende dertien leden:
| Naam                 | Gepland jaar van aftreding | Bijzonderheden |
| -------------------- | -------------------------- | --- |
| I. da Costa          | 1910                       | voorzitter |
| F.C. Gefken          | 1906                       | vicevoorzitter |
| F.C. Curiel          | 1906                       | |
| J.B. Nassy           | 1906                       | |
| R.A. Tammenga        | 1906                       | |
| T.L. Ellis           | 1908                       | |
| A. van 't Hoogerhuys | 1908                       | in 1905 opgevolgd door J.C. Juda |
| F.W. Morren          | 1908                       | in 1905 werd H. Benjamins verkozen als opvolger, maar deze besloot de benoeming niet aan te nemen waarna Morren later in 1905 uiteindelijk opgevolgd werd door R. Fabriek |
| A.F. Wilmans         | 1908                       | |
| D. Coutinho          | 1910                       | |
| J.A. Dragten         | 1910                       | |
| F.W. Hensen          | 1910                       | |
| C.F. Schoch          | 1910                       | in 1905 opgevolgd door K.H. Bergen die enkele maanden later overleed, later in 1905 opgevolgd door J.R. Thomson                                                           |